# Beach volley 4x4 femminile ai Giochi mondiali sulla spiaggia 2019
Le competizioni di beach volley 4x4 femminile ai Giochi mondiali sulla spiaggia 2019 si sono svolte dal 12 al 16 ottobre 2019 presso la spiaggia di Katara, a Doha. Vi hanno partecipato 8 squadre suddivise equamente in due gironi che, in base alla classifica finale, hanno determinato gli accoppiamenti della fase ad eliminazione diretta. Gli Stati Uniti hanno vinto la medaglia d'oro sconfiggendo in finale il Brasile 2-0, mentre la medaglia di bronzo è andata al Canada.

## Calendario
La fase a gironi si è disputata il 12 e il 13 ottobre. Il 14 ottobre ha avuto inizio la fase ad eliminazione diretta, culminata il giorno 16 con l'assegnazione delle medaglie.
| ● | Finali |

| Ottobre |    |    |    |    |    |
| 11      | 12 | 13 | 14 | 15 | 16 |
|         | ●  | ●  | ●  | ●  | 1  |

## Squadre partecipanti
| Squadra     | Qualificazione                       | Ultima partecipazione |
| ----------- | ------------------------------------ | --------------------- |
| Australia   | Ranking mondiale quota Asia          | -                     |
| Brasile     | Ranking mondiale quota Sud America   | -                     |
| Canada      | Ranking mondiale quota Nord America  | -                     |
| Gambia      | Ranking mondiale quota Africa        | -                     |
| Nigeria     | Invito                               | -                     |
| Rep. Ceca   | Ranking mondiale quota Europa        | -                     |
| Stati Uniti | Per rinuncia del Paese organizzatore | -                     |
| Vanuatu     | Invito                               | -                     |

## Fase a gironi

### Girone A
| Pos | Squadra     | Pt | G | V | P | SV | SP | Ratio | PF  | PS  | Ratio |
| --- | ----------- | -- | - | - | - | -- | -- | ----- | --- | --- | ----- |
| 1   | Brasile     | 6  | 3 | 3 | 0 | 6  | 0  | MAX   | 126 | 71  | 1,775 |
| 2   | Stati Uniti | 5  | 3 | 2 | 1 | 4  | 2  | 2,000 | 109 | 93  | 1,172 |
| 3   | Rep. Ceca   | 4  | 3 | 1 | 2 | 2  | 4  | 0,600 | 104 | 116 | 0,897 |
| 4   | Nigeria     | 3  | 3 | 0 | 3 | 0  | 6  | 0,000 | 67  | 126 | 0,532 |

| 12 ottobre 2019 Spiaggia di Katara, Doha | Nigeria     | 0 - 2 | Brasile   | 7-21, 10-21  |
| 12 ottobre 2019 Spiaggia di Katara, Doha | Stati Uniti | 2 - 0 | Rep. Ceca | 21-18, 21-15 |
| 13 ottobre 2019 Spiaggia di Katara, Doha | Stati Uniti | 2 - 0 | Nigeria   | 21-14, 21-4  |
| 13 ottobre 2019 Spiaggia di Katara, Doha | Brasile     | 2 - 0 | Rep. Ceca | 21-18, 21-11 |
| 13 ottobre 2019 Spiaggia di Katara, Doha | Stati Uniti | 0 - 2 | Brasile   | 13-21, 12-21 |
| 13 ottobre 2019 Spiaggia di Katara, Doha | Rep. Ceca   | 2 - 0 | Nigeria   | 21-16, 21-16 |

### Girone B
| Pos | Squadra   | Pt | G | V | P | SV | SP | Ratio | PF  | PS  | Ratio |
| --- | --------- | -- | - | - | - | -- | -- | ----- | --- | --- | ----- |
| 1   | Canada    | 5  | 3 | 2 | 1 | 4  | 2  | 2,000 | 121 | 89  | 1,360 |
| 2   | Australia | 5  | 3 | 2 | 1 | 4  | 2  | 2,000 | 114 | 90  | 1,267 |
| 3   | Vanuatu   | 5  | 3 | 2 | 1 | 4  | 2  | 2,000 | 114 | 111 | 1,027 |
| 4   | Gambia    | 3  | 3 | 0 | 3 | 0  | 6  | 0,000 | 67  | 126 | 0,532 |

| 12 ottobre 2019 Spiaggia di Katara, Doha | Gambia    | 0 - 2 | Australia | 11-21, 7-21  |
| 12 ottobre 2019 Spiaggia di Katara, Doha | Canada    | 0 - 2 | Vanuatu   | 18-21, 19-21 |
| 13 ottobre 2019 Spiaggia di Katara, Doha | Gambia    | 0 - 2 | Canada    | 8-21, 9-21   |
| 13 ottobre 2019 Spiaggia di Katara, Doha | Australia | 2 - 0 | Vanuatu   | 21-13, 21-17 |
| 13 ottobre 2019 Spiaggia di Katara, Doha | Canada    | 2 - 0 | Australia | 21-18, 21-12 |
| 13 ottobre 2019 Spiaggia di Katara, Doha | Gambia    | 0 - 2 | Vanuatu   | 13-21, 19-21 |

## Fase a eliminazione diretta

### Tabellone
|  | Quarti          | Quarti          |                 |        | Semifinali         | Semifinali         |  |  | Finale 1º/2º posto | Finale 1º/2º posto |
|  |                 |                 |                 |        |                    |                    |  |  |                    |                    |
|  | 14 ottobre 2019 |                 |                 |        |                    |                    |  |  |                    |                    |
|  |                 |                 |                 |        |                    |                    |  |  |                    |                    |
|  | Brasile         | 2               |                 |        |                    |                    |  |  |                    |                    |
|  | Brasile         | 2               | 15 ottobre 2019 |        |                    |                    |  |  |                    |                    |
|  | Gambia          | 0               |                 |        |                    |                    |  |  |                    |                    |
|  | Gambia          | 0               | Brasile         | 2      |                    |                    |  |  |                    |                    |
|  | 14 ottobre 2019 |                 | Brasile         | 2      |                    |                    |  |  |                    |                    |
|  |                 | Australia       | 0               |        |                    |                    |  |  |                    |                    |
|  | Australia       | Australia       | 0               | 2      |                    |                    |  |  |                    |                    |
|  | Australia       |                 | 16 ottobre 2019 | 2      |                    |                    |  |  |                    |                    |
|  | Rep. Ceca       | 0               |                 |        |                    |                    |  |  |                    |                    |
|  | Rep. Ceca       | 0               | Brasile         | 0      |                    |                    |  |  |                    |                    |
|  | 14 ottobre 2019 |                 | Brasile         | 0      |                    |                    |  |  |                    |                    |
|  |                 | Stati Uniti     | 2               |        |                    |                    |  |  |                    |                    |
|  | Stati Uniti     | Stati Uniti     | 2               | 2      |                    |                    |  |  |                    |                    |
|  | Stati Uniti     | 15 ottobre 2019 |                 | 2      |                    |                    |  |  |                    |                    |
|  | Vanuatu         | 0               |                 |        |                    |                    |  |  |                    |                    |
|  | Vanuatu         | 0               | Stati Uniti     | 2      | Finale 3º/4º posto | Finale 3º/4º posto |  |  |                    |                    |
|  | 14 ottobre 2019 |                 | Stati Uniti     | 2      | Finale 3º/4º posto | Finale 3º/4º posto |  |  |                    |                    |
|  |                 | Canada          | 0               |        |                    |                    |  |  |                    |                    |
|  | Canada          | Canada          | 0               | 2      | Australia          | 1                  |  |  |                    |                    |
|  | Canada          |                 |                 | 2      | Australia          | 1                  |  |  |                    |                    |
|  | Nigeria         | 0               |                 | Canada | 2                  |                    |  |  |                    |                    |
|  | Nigeria         | 0               |                 |        | 2                  |                    |  |  |                    |                    |
|  |                 |                 |                 |        |                    |                    |  |  | 16 ottobre 2019    |                    |
|  |                 |                 |                 |        |                    |                    |  |  |                    |                    |

### Quarti di finale
| 14 ottobre 2019 Spiaggia di Katara, Doha | Brasile     | 2 - 0 | Gambia    | 21-6, 21-9   |
| 14 ottobre 2019 Spiaggia di Katara, Doha | Australia   | 2 - 0 | Rep. Ceca | 21-15, 21-14 |
| 14 ottobre 2019 Spiaggia di Katara, Doha | Stati Uniti | 2 - 0 | Vanuatu   | 21-6, 21-9   |
| 14 ottobre 2019 Spiaggia di Katara, Doha | Canada      | 2 - 0 | Nigeria   | 21-11, 22-20 |

### Semifinali
| 15 ottobre 2019 Spiaggia di Katara, Doha | Brasile     | 2 - 0 | Australia | 21-10, 21-11 |
| 15 ottobre 2019 Spiaggia di Katara, Doha | Stati Uniti | 2 - 0 | Canada    | 21-11, 21-16 |

### Finale 3º posto
| 16 ottobre 2019 Spiaggia di Katara, Doha | Australia | 1 - 2 | Canada | 21-17, 15-21, 14-16 |

### Finale
| 16 ottobre 2019 Spiaggia di Katara, Doha | Brasile | 0 - 2 | Stati Uniti | 16-21, 9-21 |

## Podio

### Campione
Formazione: Geena Urango, Karissa Cook, Alexandra Wheeler, Katherine Spieler, Emily Hartong, Kelly Reeves.

### Secondo posto
Formazione: Fernanda Berti, Bárbara Seixas, Carolina Horta, Juliana Felisberta, Rebecca Cavalcante, Tainá Silva.

### Terzo posto
Formazione: Rachel Cockrell, Charlotte Sider, Kerri Battiston, Tori Cowley, Camille Saxton, Megan Nagy.